# Denkmalstiftung Baden-Württemberg
Die Denkmalstiftung Baden-Württemberg ist eine Stiftung bürgerlichen Rechts, die in der Denkmalpflege tätig ist und ihren Sitz in Stuttgart hat. Ziel der Stiftung ist es, zur Erhaltung von Kulturdenkmalen in Baden-Württemberg beizutragen.

## Geschichte
Die private, landesunabhängige Denkmalstiftung Baden-Württemberg (Stiftung bürgerlichen Rechts mit Sitz in Stuttgart) ist seit 1985 als zweites Standbein in der Denkmalförderung in Baden-Württemberg (neben dem staatlichen Landesamt für Denkmalpflege Baden-Württemberg) tätig. Initiatoren der Einrichtung waren der damalige Ministerpräsident des Landes, Lothar Späth, und Carl Herzog von Württemberg. Das Land hat die Stiftung mit einem Stiftungskapital von damals 50 Millionen DM ausgestattet und schon zur Gründung standen zusätzlich 2,5 Millionen DM von namhaften Spendern zur Verfügung. Die Stiftung wird nach ihrer Satzung „insbesondere dort tätig, wo staatliche Denkmalpflege nicht oder nur in beschränktem Umfang wirkt“. Sie kooperiert dabei mit dem Landesamt für Denkmalpflege Baden-Württemberg. Ihr Motto ist „Bürger retten Denkmale“.

## Tätigkeit
Vorrangig gefördert werden Sanierungsmaßnahmen bei Kulturdenkmalen in privatem Eigentum und Maßnahmen von gemeinnützigen Bürgeraktionen, daneben auch Sanierungen von Denkmalen in kirchlichem oder kommunalem Eigentum (nicht aber Denkmale in staatlichem Eigentum). Insgesamt wurden bis Ende 2023 für rund 1.700 Projekte Fördermittel in Höhe von über 67 Millionen Euro bewilligt. Grundlage der finanziellen Unterstützung ist die auf der Homepage der Stiftung hinterlegte Förderrichtlinie. Die Tätigkeit der Stiftung wird jährlich von der Gemeindeprüfanstalt Baden-Württemberg und in größeren Abständen vom Rechnungshof Baden-Württemberg geprüft.

## Stiftungsorgane
Gremien der Stiftung sind der ehrenamtlich tätige Vorstand und das Kuratorium als Aufsichtsorgan. Der Vorstand besteht aus fünf Mitgliedern, wobei ein Mitglied von der Landesregierung Baden-Württemberg und alle anderen Mitglieder vom Kuratorium für vier Jahre bestellt werden. Dem Kuratorium gehören wiederum Personen aus allen gesellschaftlichen Gruppen an, die sich über Zustiftungen, das Eigentum von Kulturdenkmalen oder als Vertreterinnen und Vertreter von Institutionen und Verbänden auf dem Gebiet der Denkmalpflege einsetzen. Die Amtszeit des Kuratoriums orientiert sich an der Legislaturperiode des baden-württembergischen Landtags.
Im Dezember 2020 wurde Roland Bürkle, der frühere Bürgermeister der Stadt Bad Wurzach, zum neuen Vorsitzenden gewählt. Er löst den altershalber ausscheidenden Rainer Prewo ab, der seit 2012 den Vorsitz innehatte. Seit 2021 ist Nicole Razavi, Ministerin des Ministeriums für Landesentwicklung und Wohnen Baden-Württemberg (Oberste Denkmalschutzbehörde) die Vorsitzende des Kuratoriums. Ehrenamtlicher Geschäftsführer ist seit dem 1. Januar 2022 Stefan Köhler, langjähriger Erster Bürgermeister der Stadt Friedrichshafen, der diese Aufgabe von Peter Rothemund, Ministerialrat a. D. übernahm, der dieses Amt seit 2019 bekleidet hatte.

## Bürgerpreis
Vorbildliches bürgerschaftliches Engagement für Kulturdenkmale wird seit 2001 durch den jährlich vergebenen, mit 5.000 Euro dotierten „Bürgerpreis der Denkmalstiftung Baden-Württemberg“ gewürdigt.

## Denkmal des Monats
Seit Januar 2004 zeichnet die Stiftung jeden Monat ein von ihr gefördertes, besonders qualitätsvolles Kulturdenkmal mit der Bezeichnung Denkmal des Monats aus.

## Publikationen
Die Denkmalstiftung publiziert in einer Auflage von rund 65.000 Exemplaren die viermal jährlich erscheinende „Denkmalstimme“. Diese informiert über die Arbeit der Denkmalstiftung und wird als Beilage zu verschiedenen Kulturzeitschriften verlegt. Sie steht mit allen Ausgaben seit 2013 ebenfalls digital im Portable Document Format (PDF) zur Verfügung. Die dritte Jahresausgabe enthält jeweils den Bericht zu allen Fördermaßnahmen des Vorjahres.